# Tour cycliste international de la Guadeloupe 2024
La 73e édition du Tour cycliste international de la Guadeloupe a lieu du 23 août 2024 au 1er septembre 2024. La course fait partie du calendrier UCI Europe Tour 2024 en catégorie 2.2. 
Elle est remportée par le Colombien Kevin Castillo (Team Sistecrédito) en 32 h 44 min 33 s avec une moyenne de 42,48 km/h. Il devance son coéquipier et compatriote Sebastián Castaño de 1 min 31 s et le Français Sam Maisonobe (Vendée U) de 2 min 4 s.

Le Bermudien Kaden Hopkins (Vendée U) remporte le classement par points, le Colombien Sebastián Castaño (Team Sistecrédito) celui de la montagne, le Français Sam Maisonobe (Vendée U) est meilleur jeune tandis que l'Allemand Björn Traenckner (Embrace The World) gagne celui des points chauds. Le vainqueur du Tour Kevin Castillo remporte le classement combiné. Pour finir, la formation colombienne Team Sistecrédito est déclarée meilleure équipe.

## Présentation

### Parcours
Le Tour se déroule en 10 étapes sur 10 jours dont un prologue. Il comporte 1 contre-la-montre, 5 étapes de plat et 4 étapes vallonnées ou de montagne. Il débute par un prologue à Basse-Terre le vendredi 23 août 2024 sous forme de contre-la-montre et s’achève le dimanche 1er septembre 2024 à Baie-Mahault, après un parcours de 1 391,50 km, battant à nouveau le record de longueur de l'édition 2023. Le Tour ne débute que fin août, contrairement aux éditions précédentes qui se déroulaient habituellement début août, à cause des Jeux olympiques de Paris.

Deux étapes présentent plusieurs difficultés importantes et constituent les étapes reines, comme l'ascension du col des Mamelles dans les deux sens (7 km à 7,3 % de moyenne) et l'arrivée à Pointe-Noire après une montée à plus de 10 % à Grenade lors de la 6e étape, ou le franchissement de 8 cols répertoriés lors de la 8e étape. Le prologue démarre également très fort avec un faux plat montant sur plus de 3 km.

### Équipes
Classé en catégorie 2.2 de l'UCI Europe Tour, le Tour cycliste international de la Guadeloupe est par conséquent ouvert aux équipes continentales professionnelles, aux équipes continentales, aux sélections nationales, aux sélections régionales et aux clubs amateurs.
Vingt-quatre équipes participent à ce tour : trois équipes continentales, deux équipes de DN1 française, une sélection régionale, un club étranger et dix-sept clubs locaux. À noter la participation à la dernière minute de l'équipe Team Cama CCD qui n'avait pas été inscrite dans la liste des engagés à la suite d'une décision de justice en référé.
| Équipes continentales (3) | Équipes continentales (3) | Équipes continentales (3) |
| Nom de l'équipe           | Pays                      | Code                      |
| ------------------------- | ------------------------- | ------------------------- |
| Team Ecoflo Chronos       | Canada                    | PTU                       |
| Philippe Wagner-Bazin     | Belgique                  | PWB                       |
| Team Sistecrédito         | Colombie                  | ESC                       |

| Équipes nationales (2)             | Équipes nationales (2) | Équipes nationales (2) |
| Nom de l'équipe                    | Pays                   | Code                   |
| ---------------------------------- | ---------------------- | ---------------------- |
| Vendée U                           | France                 |                        |
| Charvieu-Chavagneux Isère Cyclisme | France                 |                        |

| Sélections régionales (1)  | Sélections régionales (1) | Sélections régionales (1) |
| Nom de l'équipe            | Pays                      | Code                      |
| -------------------------- | ------------------------- | ------------------------- |
| Sélection de la Martinique | France                    |                           |

| Équipes de clubs (18)                        | Équipes de clubs (18) | Équipes de clubs (18) |
| Nom de l'équipe                              | Pays                  | Code                  |
| -------------------------------------------- | --------------------- | --------------------- |
| Uni Sport Lamentinois                        | France                |                       |
| Association Team Madras Cycling              | France                |                       |
| Team Vélo Club Cycliste Capesterre-Belle-Eau | France                |                       |
| Convergence SC Abymienne                     | France                |                       |
| Jeunesse Cycliste des Abymes                 | France                |                       |
| Embrace The World                            | Allemagne             |                       |
| Guidon Sprinter Canalien Cycling Team        | France                |                       |
| Espoir du Sud                                | France                |                       |
| USR Vélo Sotranfamat                         | France                |                       |
| Vélo Club Saintannais                        | France                |                       |
| Vélo d'Or du Centre et de la Caraïbe         | France                |                       |
| Excelsior                                    | France                |                       |
| Rayon d'Argent                               | France                |                       |
| Pédale du Centre                             | France                |                       |
| Union Vélocipédique du Nord                  | France                |                       |
| ASC Karak                                    | France                |                       |
| Gwada Bikers 118                             | France                |                       |
| Team Cama CCD                                | France                |                       |

### Favoris
Le vainqueur du précédent Tour 2023, le Guadeloupéen Benjamin Le Ny, est présent pour défendre son titre avec son équipe Uni Sport Lamentinois et tenter une deuxième victoire d'affilée. Il fait face à de sérieux prétendants, comme le vainqueur du Tour de la Martinique 2024 et ancien double vainqueur du Tour de la Guadeloupe en 2021 et 2022, Stefan Bennett, représentant cette fois-ci les couleurs de la Martinique. La Vendée U fait son retour, forte de ses précédents résultats dans le Tour et meilleure équipe de DN1 en 2023, et ses coureurs vedettes Sam Maisonobe et Kaden Hopkins, celui-ci étant à sa troisième participation au Tour (2 victoires d'étape).
Les équipes étrangères sont également bien représentées, notamment la Team Ecoflo Chronos, anciennement Premier Tech U23 Cycling Project, 2e meilleure équipe en 2022 ou la Team Sistecrédito, 3e meilleure équipe du Tour de Colombie 2024, avec son coureur vedette Wilson Peña, 3e du Tour de Colombie en 2024 et 2e en 2023,. Sans oublier l'équipe Philippe Wagner-Bazin qui revient disputer le Tour après 2022 et 2023 (sous le nom de Matériel-vélo.com). 
Les équipes locales peuvent compter sur de sérieux prétendants à la victoire finale, notamment l'Uni Sport Lamentinois qui, outre Benjamin Le Ny, a dans ses rangs le Guyanais Dilhan Will, vainqueur du Tour de Marie-Galante 2024 et de plusieurs courses de la saison 2024 en Guadeloupe, et le Dominicain Diego Milán, 2e du Tour de la Guadeloupe en 2015. Damien Urcel, de la Team Vélo Club Cycliste Capesterre-Belle-Eau, meilleur grimpeur du Tour en 2023 et champion de la Caraïbe sur route cette même année, est également présent. En revanche, le très expérimenté triple vainqueur du Tour Boris Carène (Team Cama CCD), ne devait pas faire partie des coureurs en 2024, son équipe n'ayant pas été invitée pour des problèmes de qualification de coureurs colombiens. À la suite d'une décision de justice et de l'action rocambolesque de Boris Carène lors du prologue, tous les coureurs sont finalement intégrés dans la liste des engagés du Tour. Axel Taillandier, 4e du Tour 2023, champion de la Guadeloupe 2023 et 2e en 2024, revient sous les couleurs de son nouveau club, l'Association Team Madras, accompagné de l'ancien coureur professionnel de la Movistar Winner Anacona et de Raphaël Lautone, espoir du cyclisme guadeloupéen. D'autres habitués guadeloupéens du Tour sont également en lice pour remporter une étape ou bien figurer dans les divers classements, comme Meving Gène de la Convergence SC Abymienne, Jérémy Deloumeaux et Kendrick Clavier de la Jeunesse Cycliste des Abymes ou Kéran Barolin de l'Union Vélocipédique du Nord et Loïc Laviolette de l'Excelsior.

### Primes
Les prix sont attribués suivant le barème de l'UCI,.
| Position           | 1er     | 2e      | 3e    | 4e    | 5e    | 6e    | 7e    | 8e    | 9e    | 10e à 20e |
| Classement général | 2 105 € | 1 055 € | 525 € | 265 € | 210 € | 158 € | 158 € | 107 € | 107 € | 50 €      |
| Par étape          | 1 205 € | 600 €   | 300 € | 150 € | 120 € | 90 €  | 90 €  | 60 €  | 60 €  | 30 €      |
| Par demi-étape     | 900 €   | 455 €   | 225 € | 115 € | 90 €  | 68 €  | 68 €  | 47 €  | 47 €  | 20 €      |

## Étapes
| Étape     | Date    | Villes étapes                        | type              | Distance (km) | Vainqueur d'étape | Leader du classement général |
| --------- | ------- | ------------------------------------ | ----------------- | ------------- | ----------------- | ---------------------------- |
| Prologue  | 24 août | Basse-Terre – Basse-Terre            | prologue          | 3,2           | Wilson Peña       | Wilson Peña                  |
| 1re étape | 24 août | Le Gosier – Le Gosier                | étape de plaine   | 158           | Quentin Bezza     | Quentin Bezza                |
| 2e étape  | 25 août | Le Moule – Bouillante                | étape vallonnée   | 151,5         | Sam Maisonobe     | Sam Maisonobe                |
| 3e étape  | 26 août | Baie-Mahault – Pointe-à-Pitre        | étape de plaine   | 162           | Kaden Hopkins     | Sam Maisonobe                |
| 4e étape  | 27 août | Anse-Bertrand – Capesterre-Belle-Eau | étape vallonnée   | 145,5         | Kevin Castillo    | Sam Maisonobe                |
| 5e étape  | 28 août | Gourbeyre – Les Abymes               | étape vallonnée   | 158,9         | Quentin Bezza     | Kevin Castillo               |
| 6e étape  | 29 août | Goyave – Pointe-Noire                | étape de montagne | 157,3         | Sebastián Castaño | Kevin Castillo               |
| 7e étape  | 30 août | Morne-à-l'Eau – Petit-Canal          | étape de plaine   | 159,9         | Juan Diego Hoyos  | Kevin Castillo               |
| 8e étape  | 31 août | Lamentin – Sainte-Rose               | étape de montagne | 141,6         | Sam Maisonobe     | Kevin Castillo               |
| 9e étape  | 1 sept. | Pointe-à-Pitre – Baie-Mahault        | étape de plaine   | 153,6         | Kaden Hopkins     | Kevin Castillo               |

## Déroulement de la course

### Prologue
Le prologue du Tour de la Guadeloupe se dispute pour la première fois à Basse-Terre avec le seul contre-la-montre du Tour, sur une distance de 3,2 km dont 2 km de montée. Alors que la majorité des coureurs ont effectué leur parcours, le prologue est interrompu et la course neutralisée à cause de l'intervention de Boris Carène, coureur non invité de la Team Cama CCD comme son équipe. Comme lors de l'édition 2023, une décision judiciaire donne raison à la Team Cama CCD sur la qualification de coureurs colombiens, malgré la contestation de l'UCI et du comité cycliste de la Guadeloupe. Après une réunion tendue entre les différents protagonistes, la Team Cama CCD a été autorisée à participer au contre-la-montre en prenant les derniers départs, après un temps de préparation d'une heure, ainsi que les derniers coureurs non partants, dont le vainqueur en titre Benjamin Le Ny, portant le total de participants à 130 coureurs.

Wilson Peña de la Team Sistecrédito remporte ce prologue en passant sous la barre des 6 minutes. Son coéquipier Sebastián Castaño et Kaden Hopkins de la Vendée U sont les deux seuls autres coureurs sous les 6 minutes en étant respectivement 3e et 2e du prologue. La Team Sistecrédito termine comme meilleure équipe de ce prologue avec 3 de ses coureurs dans le top 10, impresionnant par là ses adversaires.
| Classement du prologue | Classement du prologue | Classement du prologue | Classement du prologue                       | Classement du prologue |
|                        | Coureur                | Pays                   | Équipe                                       | Temps                  |
| ---------------------- | ---------------------- | ---------------------- | -------------------------------------------- | ---------------------- |
| 1er                    | Wilson Peña            | Colombie               | Team Sistecrédito                            | en 5 min 50 s          |
| 2e                     | Kaden Hopkins          | Bermudes               | Vendée U                                     | + 2 s                  |
| 3e                     | Sebastián Castaño      | Colombie               | Team Sistecrédito                            | + 8 s                  |
| 4e                     | Thomas Husni           | France                 | Charvieu-Chavagneux Isère Cyclisme           | + 11 s                 |
| 5e                     | Sam Maisonobe          | France                 | Vendée U                                     | + 13 s                 |
| 6e                     | Adam Mitchell          | Royaume-Uni            | Vendée U                                     | + 14 s                 |
| 7e                     | Alan Boileau           | France                 | Philippe Wagner-Bazin                        | + 16 s                 |
| 8e                     | Esneider Báez          | Colombie               | Team Cama CCD                                | + 16 s                 |
| 9e                     | Yeison Reyes           | Colombie               | Team Sistecrédito                            | + 16 s                 |
| 10e                    | Damien Urcel           | France                 | Team Vélo Club Cycliste Capesterre-Belle-Eau | + 17 s                 |
| modifier               |                        |                        |                                              |                        |

| Classement général | Classement général | Classement général | Classement général                           | Classement général |
|                    | Coureur            | Pays               | Équipe                                       | Temps              |
| ------------------ | ------------------ | ------------------ | -------------------------------------------- | ------------------ |
| 1er                | Wilson Peña        | Colombie           | Team Sistecrédito                            | en 5 min 50 s      |
| 2e                 | Kaden Hopkins      | Bermudes           | Vendée U                                     | + 2 s              |
| 3e                 | Sebastián Castaño  | Colombie           | Team Sistecrédito                            | + 8 s              |
| 4e                 | Thomas Husni       | France             | Charvieu-Chavagneux Isère Cyclisme           | + 11 s             |
| 5e                 | Sam Maisonobe      | France             | Vendée U                                     | + 13 s             |
| 6e                 | Adam Mitchell      | Royaume-Uni        | Vendée U                                     | + 14 s             |
| 7e                 | Alan Boileau       | France             | Philippe Wagner-Bazin                        | + 16 s             |
| 8e                 | Esneider Báez      | Colombie           | Team Cama CCD                                | + 16 s             |
| 9e                 | Yeison Reyes       | Colombie           | Team Sistecrédito                            | + 16 s             |
| 10e                | Damien Urcel       | France             | Team Vélo Club Cycliste Capesterre-Belle-Eau | + 17 s             |
| modifier           |                    |                    |                                              |                    |

### 1reétape
La première étape du Tour de la Guadeloupe 2024, étape à plat et en boucle de 158 km (entre Le Gosier et Le Gosier), se termine par la victoire en solitaire du coureur Français de Philippe Wagner-Bazin, Quentin Bezza, à la suite d'une échappée d'un peu moins de 100 km à quatre puis plus de 30 km seul. Le peloton suit avec une arrivée au sprint remportée par deux Canadiens de la Team Ecoflo Chronos.
| Classement de l'étape | Classement de l'étape | Classement de l'étape | Classement de l'étape                        | Classement de l'étape |
|                       | Coureur               | Pays                  | Équipe                                       | Temps                 |
| --------------------- | --------------------- | --------------------- | -------------------------------------------- | --------------------- |
| 1er                   | Quentin Bezza         | France                | Philippe Wagner-Bazin                        | en 3 h 32 min 42 s    |
| 2e                    | Philippe Jacob        | Canada                | Team Ecoflo Chronos                          | + 44 s                |
| 3e                    | Jérôme Gauthier       | Canada                | Team Ecoflo Chronos                          | + 44 s                |
| 4e                    | Raphaël Lautone       | France                | Association Team Madras Cycling              | + 44 s                |
| 5e                    | Enrico Dhaeye         | Belgique              | Philippe Wagner-Bazin                        | + 44 s                |
| 6e                    | Kelian Duro           | France                | Vélo Club Saintannais                        | + 44 s                |
| 7e                    | Damien Urcel          | France                | Team Vélo Club Cycliste Capesterre-Belle-Eau | + 44 s                |
| 8e                    | Kaden Hopkins         | Bermudes              | Vendée U                                     | + 44 s                |
| 9e                    | Axel Taillandier      | France                | Association Team Madras Cycling              | + 44 s                |
| 10e                   | Jules Lanclume        | France                | Jeunesse Cycliste des Abymes                 | + 44 s                |
| modifier              |                       |                       |                                              |                       |

| Classement général | Classement général | Classement général | Classement général                 | Classement général |
|                    | Coureur            | Pays               | Équipe                             | Temps              |
| ------------------ | ------------------ | ------------------ | ---------------------------------- | ------------------ |
| 1er                | Quentin Bezza      | France             | Philippe Wagner-Bazin              | en 3 h 38 min 38 s |
| 2e                 | Wilson Peña        | Colombie           | Team Sistecrédito                  | + 38 s             |
| 3e                 | Kaden Hopkins      | Bermudes           | Vendée U                           | + 39 s             |
| 4e                 | Sebastián Castaño  | Colombie           | Team Sistecrédito                  | + 45 s             |
| 5e                 | Thomas Husni       | France             | Charvieu-Chavagneux Isère Cyclisme | + 49 s             |
| 6e                 | Esneider Báez      | Colombie           | Team Cama CCD                      | + 51 s             |
| 7e                 | Sam Maisonobe      | France             | Vendée U                           | + 51 s             |
| 8e                 | Adam Mitchell      | Royaume-Uni        | Vendée U                           | + 52 s             |
| 9e                 | Alan Boileau       | France             | Philippe Wagner-Bazin              | + 54 s             |
| 10e                | Yeison Reyes       | Colombie           | Team Sistecrédito                  | + 54 s             |
| modifier           |                    |                    |                                    |                    |

### 2eétape
Première étape avec des ascensions, la 2e étape du Tour cycliste de la Guadeloupe se termine comme la veille sur une échappée en solitaire de Sam Maisonobe de la Vendée U, qui prend l'étape et le classement de leader. Elle est marquée par la chute du maillot jaune Quentin Bezza, qui accuse près de 5 minutes de retard à l'arrivée et écope d'une pénalité de 20 secondes pour abri prolongé derrière la voiture de son directeur sportif. L'ancien vainqueur du Tour, Benjamin Le Ny, abandonne lors de cette étape pour maladie.
| Classement de l'étape | Classement de l'étape | Classement de l'étape  | Classement de l'étape                        | Classement de l'étape |
|                       | Coureur               | Pays                   | Équipe                                       | Temps                 |
| --------------------- | --------------------- | ---------------------- | -------------------------------------------- | --------------------- |
| 1er                   | Sam Maisonobe         | France                 | Vendée U                                     | en 3 h 31 min 39 s    |
| 2e                    | Damien Urcel          | France                 | Team Vélo Club Cycliste Capesterre-Belle-Eau | + 34 s                |
| 3e                    | Axel Taillandier      | France                 | Association Team Madras Cycling              | + 35 s                |
| 4e                    | Esneider Báez         | Colombie               | Team Cama CCD                                | + 37 s                |
| 5e                    | Kevin Castillo        | Colombie               | Team Sistecrédito                            | + 38 s                |
| 6e                    | Sebastián Castaño     | Colombie               | Team Sistecrédito                            | + 38 s                |
| 7e                    | Dilhan Will           | France                 | Uni Sport Lamentinois                        | + 38 s                |
| 8e                    | Wilson Peña           | Colombie               | Team Sistecrédito                            | + 49 s                |
| 9e                    | Romain Arcangeli      | France                 | Charvieu-Chavagneux Isère Cyclisme           | + 58 s                |
| 10e                   | Diego Milán           | République dominicaine | Uni Sport Lamentinois                        | + 58 s                |
| modifier              |                       |                        |                                              |                       |

| Classement général | Classement général | Classement général     | Classement général                           | Classement général |
|                    | Coureur            | Pays                   | Équipe                                       | Temps              |
| ------------------ | ------------------ | ---------------------- | -------------------------------------------- | ------------------ |
| 1er                | Sam Maisonobe      | France                 | Vendée U                                     | en 7 h 10 min 58 s |
| 2e                 | Damien Urcel       | France                 | Team Vélo Club Cycliste Capesterre-Belle-Eau | + 42 s             |
| 3e                 | Sebastián Castaño  | Colombie               | Team Sistecrédito                            | + 42 s             |
| 4e                 | Wilson Peña        | Colombie               | Team Sistecrédito                            | + 46 s             |
| 5e                 | Esneider Báez      | Colombie               | Team Cama CCD                                | + 47 s             |
| 6e                 | Axel Taillandier   | France                 | Association Team Madras Cycling              | + 51 s             |
| 7e                 | Dilhan Will        | France                 | Uni Sport Lamentinois                        | + 52 s             |
| 8e                 | Kevin Castillo     | Colombie               | Team Sistecrédito                            | + 1 min 5 s        |
| 9e                 | Diego Milán        | République dominicaine | Uni Sport Lamentinois                        | + 1 min 27 s       |
| 10e                | Romain Arcangeli   | France                 | Charvieu-Chavagneux Isère Cyclisme           | + 1 min 33 s       |
| modifier           |                    |                        |                                              |                    |

### 3eétape
La troisième étape, qui se déroule sur du plat, relie Baie-Mahault à Pointe-à-Pitre sur 162 km, ce qui en fait la plus longue étape du Tour. L'arrivée se termine sur un sprint massif et voit la victoire de Kaden Hopkins, après un départage avec la photo-finish entre lui, Lionel Miny et Jules Lanclume. Le classement général reste le même qu'à la 2e étape.
| Classement de l'étape | Classement de l'étape | Classement de l'étape | Classement de l'étape                        | Classement de l'étape |
|                       | Coureur               | Pays                  | Équipe                                       | Temps                 |
| --------------------- | --------------------- | --------------------- | -------------------------------------------- | --------------------- |
| 1er                   | Kaden Hopkins         | Bermudes              | Vendée U                                     | en 3 h 48 min 41 s    |
| 2e                    | Lionel Miny           | France                | Jeunesse Cycliste des Abymes                 | + 0 s                 |
| 3e                    | Jules Lanclume        | France                | Jeunesse Cycliste des Abymes                 | + 0 s                 |
| 4e                    | Loris Coss            | France                | Charvieu-Chavagneux Isère Cyclisme           | + 0 s                 |
| 5e                    | Enrico Dhaeye         | Belgique              | Philippe Wagner-Bazin                        | + 0 s                 |
| 6e                    | Aurélien Biebuyck     | Belgique              | ASC Karak                                    | + 0 s                 |
| 7e                    | Juan Diego Hoyos      | Colombie              | Team Sistecrédito                            | + 0 s                 |
| 8e                    | Damien Urcel          | France                | Team Vélo Club Cycliste Capesterre-Belle-Eau | + 0 s                 |
| 9e                    | Philippe Jacob        | Canada                | Team Ecoflo Chronos                          | + 0 s                 |
| 10e                   | Pol Hervás            | Espagne               | Association Team Madras Cycling              | + 0 s                 |
| modifier              |                       |                       |                                              |                       |

| Classement général | Classement général | Classement général     | Classement général                           | Classement général  |
|                    | Coureur            | Pays                   | Équipe                                       | Temps               |
| ------------------ | ------------------ | ---------------------- | -------------------------------------------- | ------------------- |
| 1er                | Sam Maisonobe      | France                 | Vendée U                                     | en 10 h 59 min 39 s |
| 2e                 | Damien Urcel       | France                 | Team Vélo Club Cycliste Capesterre-Belle-Eau | + 42 s              |
| 3e                 | Sebastián Castaño  | Colombie               | Team Sistecrédito                            | + 42 s              |
| 4e                 | Wilson Peña        | Colombie               | Team Sistecrédito                            | + 46 s              |
| 5e                 | Esneider Báez      | Colombie               | Team Cama CCD                                | + 47 s              |
| 6e                 | Axel Taillandier   | France                 | Association Team Madras Cycling              | + 51 s              |
| 7e                 | Dilhan Will        | France                 | Uni Sport Lamentinois                        | + 52 s              |
| 8e                 | Kevin Castillo     | Colombie               | Team Sistecrédito                            | + 1 min 5 s         |
| 9e                 | Diego Milán        | République dominicaine | Uni Sport Lamentinois                        | + 1 min 27 s        |
| 10e                | Romain Arcangeli   | France                 | Charvieu-Chavagneux Isère Cyclisme           | + 1 min 33 s        |
| modifier           |                    |                        |                                              |                     |

### 4eétape
La quatrième étape, qui se termine par une arrivée en montée, voit le triplé victorieux des Colombiens de la Team Sistecrédito : Kevin Castillo, Sebastián Castaño et Wilson Peña. Après plusieurs tentatives d'échappée, les Colombiens font exploser le groupe de coureurs dans l'ascension finale de l'Habituée et réalisent l'exploit de finir tous les trois sur le podium de l'étape. Sam Maisonobe réussit malgré tout à conserver son maillot jaune.
| Classement de l'étape | Classement de l'étape | Classement de l'étape | Classement de l'étape                        | Classement de l'étape |
|                       | Coureur               | Pays                  | Équipe                                       | Temps                 |
| --------------------- | --------------------- | --------------------- | -------------------------------------------- | --------------------- |
| 1er                   | Kevin Castillo        | Colombie              | Team Sistecrédito                            | en 3 h 26 min 45 s    |
| 2e                    | Sebastián Castaño     | Colombie              | Team Sistecrédito                            | + 6 s                 |
| 3e                    | Wilson Peña           | Colombie              | Team Sistecrédito                            | + 11 s                |
| 4e                    | Taïno Cailliau        | France                | Convergence SC Abymienne                     | + 17 s                |
| 5e                    | Sam Maisonobe         | France                | Vendée U                                     | + 17 s                |
| 6e                    | Kaden Hopkins         | Bermudes              | Vendée U                                     | + 19 s                |
| 7e                    | Damien Urcel          | France                | Team Vélo Club Cycliste Capesterre-Belle-Eau | + 37 s                |
| 8e                    | Eliot Pauchard        | France                | Charvieu-Chavagneux Isère Cyclisme           | + 40 s                |
| 9e                    | Axel Taillandier      | France                | Association Team Madras Cycling              | + 41 s                |
| 10e                   | Dilhan Will           | France                | Uni Sport Lamentinois                        | + 41 s                |
| modifier              |                       |                       |                                              |                       |

| Classement général | Classement général | Classement général     | Classement général                           | Classement général  |
|                    | Coureur            | Pays                   | Équipe                                       | Temps               |
| ------------------ | ------------------ | ---------------------- | -------------------------------------------- | ------------------- |
| 1er                | Sam Maisonobe      | France                 | Vendée U                                     | en 14 h 26 min 41 s |
| 2e                 | Sebastián Castaño  | Colombie               | Team Sistecrédito                            | + 25 s              |
| 3e                 | Wilson Peña        | Colombie               | Team Sistecrédito                            | + 36 s              |
| 4e                 | Kevin Castillo     | Colombie               | Team Sistecrédito                            | + 38 s              |
| 5e                 | Damien Urcel       | France                 | Team Vélo Club Cycliste Capesterre-Belle-Eau | + 1 min 2 s         |
| 6e                 | Esneider Báez      | Colombie               | Team Cama CCD                                | + 1 min 14 s        |
| 7e                 | Axel Taillandier   | France                 | Association Team Madras Cycling              | + 1 min 15 s        |
| 8e                 | Dilhan Will        | France                 | Uni Sport Lamentinois                        | + 1 min 16 s        |
| 9e                 | Diego Milán        | République dominicaine | Uni Sport Lamentinois                        | + 2 min 36 s        |
| 10e                | Julius Baier       | Allemagne              | Embrace The World                            | + 2 min 41 s        |
| modifier           |                    |                        |                                              |                     |

### 5eétape
C'est sous la pluie que se déroule cette cinquième étape du Tour de la Guadeloupe, avec la deuxième victoire de Quentin Bezza de Philippe Wagner-Bazin après une attaque dans les derniers kilomètres. Sam Maisonobe, qui n'a pas pu suivre, perd son maillot jaune au profit de Kevin Castillo.
| Classement de l'étape | Classement de l'étape | Classement de l'étape | Classement de l'étape              | Classement de l'étape |
|                       | Coureur               | Pays                  | Équipe                             | Temps                 |
| --------------------- | --------------------- | --------------------- | ---------------------------------- | --------------------- |
| 1er                   | Quentin Bezza         | France                | Philippe Wagner-Bazin              | en 3 h 34 min 4 s     |
| 2e                    | Loris Coss            | France                | Charvieu-Chavagneux Isère Cyclisme | + 0 s                 |
| 3e                    | Philippe Jacob        | Canada                | Team Ecoflo Chronos                | + 0 s                 |
| 4e                    | Adam Mitchell         | Royaume-Uni           | Vendée U                           | + 0 s                 |
| 5e                    | Meving Gène           | France                | Convergence SC Abymienne           | + 0 s                 |
| 6e                    | Anaël Mathias         | France                | Espoir du Sud                      | + 0 s                 |
| 7e                    | Dilhan Will           | France                | Uni Sport Lamentinois              | + 0 s                 |
| 8e                    | Stefan Bennett        | France                | Sélection de la Martinique         | + 0 s                 |
| 9e                    | Eliot Pauchard        | France                | Charvieu-Chavagneux Isère Cyclisme | + 6 s                 |
| 10e                   | Kevin Castillo        | Colombie              | Team Sistecrédito                  | + 6 s                 |
| modifier              |                       |                       |                                    |                       |

| Classement général | Classement général | Classement général     | Classement général                           | Classement général |
|                    | Coureur            | Pays                   | Équipe                                       | Temps              |
| ------------------ | ------------------ | ---------------------- | -------------------------------------------- | ------------------ |
| 1er                | Kevin Castillo     | Colombie               | Team Sistecrédito                            | en 18 h 1 min 29 s |
| 2e                 | Dilhan Will        | France                 | Uni Sport Lamentinois                        | + 32 s             |
| 3e                 | Sam Maisonobe      | France                 | Vendée U                                     | + 34 s             |
| 4e                 | Wilson Peña        | Colombie               | Team Sistecrédito                            | + 1 min 25 s       |
| 5e                 | Sebastián Castaño  | Colombie               | Team Sistecrédito                            | + 1 min 35 s       |
| 6e                 | Damien Urcel       | France                 | Team Vélo Club Cycliste Capesterre-Belle-Eau | + 2 min 14 s       |
| 7e                 | Diego Milán        | République dominicaine | Uni Sport Lamentinois                        | + 3 min 48 s       |
| 8e                 | Eliot Pauchard     | France                 | Charvieu-Chavagneux Isère Cyclisme           | + 3 min 48 s       |
| 9e                 | Adam Mitchell      | Royaume-Uni            | Vendée U                                     | + 3 min 59 s       |
| 10e                | Romain Arcangeli   | France                 | Charvieu-Chavagneux Isère Cyclisme           | + 2 min 41 s       |
| modifier           |                    |                        |                                              |                    |

### 6eétape
La sixième étape représente l'étape reine de ce Tour avec six sommets répertoriés, dont deux fois les Mamelles, avec une arrivée inédite à Gommier après avoir escaladé le mur de Grenade. Sans surprise, le podium se compose de deux Colombiens de la Team Sistecrédito, Sebastián Castaño et Kevin Castillo, suivis du meilleur jeune au classement Sam Maisonobe. Dès la première ascension des Mamelles, les Colombiens se détachent du peloton suivis des hommes forts du Tour, puis les sèment à la deuxième ascension des Mamelles. Sam Maisonobe, Damien Urcel, Dilhan Will et Boris Carène n'arrivent qu'à limiter les dégâts en terminant à moins de 3 minutes du vainqueur.
| Classement de l'étape | Classement de l'étape | Classement de l'étape | Classement de l'étape                        | Classement de l'étape |
|                       | Coureur               | Pays                  | Équipe                                       | Temps                 |
| --------------------- | --------------------- | --------------------- | -------------------------------------------- | --------------------- |
| 1er                   | Sebastián Castaño     | Colombie              | Team Sistecrédito                            | en 4 h 10 min 35 s    |
| 2e                    | Kevin Castillo        | Colombie              | Team Sistecrédito                            | + 0 s                 |
| 3e                    | Sam Maisonobe         | France                | Vendée U                                     | + 1 min 32 s          |
| 4e                    | Damien Urcel          | France                | Team Vélo Club Cycliste Capesterre-Belle-Eau | + 1 min 56 s          |
| 5e                    | Dilhan Will           | France                | Uni Sport Lamentinois                        | + 2 min 1 s           |
| 6e                    | Boris Carène          | France                | Team Cama CCD                                | + 2 min 24 s          |
| 7e                    | Adam Mitchell         | Royaume-Uni           | Vendée U                                     | + 4 min 52 s          |
| 8e                    | Mattis Lebeau         | France                | Charvieu-Chavagneux Isère Cyclisme           | + 4 min 56 s          |
| 9e                    | Stefan Bennett        | France                | Sélection de la Martinique                   | + 5 min 0 s           |
| 10e                   | Sean Bero             | Belgique              | Philippe Wagner-Bazin                        | + 5 min 25 s          |
| modifier              |                       |                       |                                              |                       |

| Classement général | Classement général | Classement général | Classement général                           | Classement général  |
|                    | Coureur            | Pays               | Équipe                                       | Temps               |
| ------------------ | ------------------ | ------------------ | -------------------------------------------- | ------------------- |
| 1er                | Kevin Castillo     | Colombie           | Team Sistecrédito                            | en 22 h 11 min 56 s |
| 2e                 | Sebastián Castaño  | Colombie           | Team Sistecrédito                            | + 1 min 33 s        |
| 3e                 | Sam Maisonobe      | France             | Vendée U                                     | + 2 min 10 s        |
| 4e                 | Dilhan Will        | France             | Uni Sport Lamentinois                        | + 2 min 41 s        |
| 5e                 | Damien Urcel       | France             | Team Vélo Club Cycliste Capesterre-Belle-Eau | + 4 min 18 s        |
| 6e                 | Adam Mitchell      | Royaume-Uni        | Vendée U                                     | + 8 min 59 s        |
| 7e                 | Mattis Lebeau      | France             | Charvieu-Chavagneux Isère Cyclisme           | + 9 min 30 s        |
| 8e                 | Boris Carène       | France             | Team Cama CCD                                | + 9 min 34 s        |
| 9e                 | Quentin Bezza      | France             | Philippe Wagner-Bazin                        | + 9 min 51 s        |
| 10e                | Stefan Bennett     | France             | Sélection de la Martinique                   | + 10 min 19 s       |
| modifier           |                    |                    |                                              |                     |

### 7eétape
Retour sur le plat pour la septième étape qui se déroule entièrement en Grande-Terre et qui permet de mettre en évidence une nouvelle fois la Team Sistecrédito avec une victoire d'étape de Juan Diego Hoyos. Cette étape est marquée par plusieurs tentatives d'échappée, avant une dernière qui réunit une vingtaine de coureurs et permet la victoire du Colombien au sprint. Kevin Castillo conserve son maillot jaune, sans changement d'écart avec les cinq principaux leaders du classement général.
| Classement de l'étape | Classement de l'étape | Classement de l'étape  | Classement de l'étape              | Classement de l'étape |
|                       | Coureur               | Pays                   | Équipe                             | Temps                 |
| --------------------- | --------------------- | ---------------------- | ---------------------------------- | --------------------- |
| 1er                   | Juan Diego Hoyos      | Colombie               | Team Sistecrédito                  | en 3 h 36 min 18 s    |
| 2e                    | Pol Hervás            | Espagne                | Association Team Madras Cycling    | + 0 s                 |
| 3e                    | Loris Coss            | France                 | Charvieu-Chavagneux Isère Cyclisme | + 0 s                 |
| 4e                    | Kaden Hopkins         | Bermudes               | Vendée U                           | + 0 s                 |
| 5e                    | Meving Gène           | France                 | Convergence SC Abymienne           | + 0 s                 |
| 6e                    | Diego Milán           | République dominicaine | Uni Sport Lamentinois              | + 0 s                 |
| 7e                    | Kasper Saver          | Belgique               | Philippe Wagner-Bazin              | + 0 s                 |
| 8e                    | Kendrick Clavier      | France                 | Jeunesse Cycliste des Abymes       | + 2 s                 |
| 9e                    | Ethan Powell          | Canada                 | Team Ecoflo Chronos                | + 2 s                 |
| 10e                   | Romain Arcangeli      | France}                | Charvieu-Chavagneux Isère Cyclisme | + 27 s                |
| modifier              |                       |                        |                                    |                       |

| Classement général | Classement général | Classement général | Classement général                           | Classement général  |
|                    | Coureur            | Pays               | Équipe                                       | Temps               |
| ------------------ | ------------------ | ------------------ | -------------------------------------------- | ------------------- |
| 1er                | Kevin Castillo     | Colombie           | Team Sistecrédito                            | en 25 h 50 min 43 s |
| 2e                 | Sebastián Castaño  | Colombie           | Team Sistecrédito                            | + 1 min 33 s        |
| 3e                 | Sam Maisonobe      | France             | Vendée U                                     | + 2 min 10 s        |
| 4e                 | Dilhan Will        | France             | Uni Sport Lamentinois                        | + 2 min 41 s        |
| 5e                 | Damien Urcel       | France             | Team Vélo Club Cycliste Capesterre-Belle-Eau | + 4 min 18 s        |
| 6e                 | Boris Carène       | France             | Team Cama CCD                                | + 7 min 49 s        |
| 7e                 | Stefan Bennett     | France             | Sélection de la Martinique                   | + 8 min 34 s        |
| 8e                 | Adam Mitchell      | Royaume-Uni        | Vendée U                                     | + 8 min 59 s        |
| 9e                 | Mattis Lebeau      | France             | Charvieu-Chavagneux Isère Cyclisme           | + 9 min 30 s        |
| 10e                | Quentin Bezza      | France             | Philippe Wagner-Bazin                        | + 9 min 51 s        |
| modifier           |                    |                    |                                              |                     |

### 8eétape
Deuxième plus grosse étape de montagne, la huitième étape du Tour de la Guadeloupe compte huit sommets classés entre Lamentin et Sainte-Rose, exclusivement en Basse-Terre. Elle voit la victoire de Sam Maisonobe après le déclassement de Kevin Castillo et Sebastián Castaño, coupables d'avoir poussé le Vendéen selon les commissaires de course. La victoire se décide lors de la montée finale de Sofaïa, lorsque les Colombiens résistent à l'attaque de Dilhan Will, avant de le lâcher ainsi que Damien Urcel et disputent l'arrivée au sprint avec Sam Maisonobe. L'ordre d'arrivée (Kevin Castillo, Sebastián Castaño puis Maisonobe) sera reclassé en Maisonobe, Castillo et Castaño à la suite du fait de course à l'arrivée.
| Classement de l'étape | Classement de l'étape | Classement de l'étape  | Classement de l'étape                        | Classement de l'étape |
|                       | Coureur               | Pays                   | Équipe                                       | Temps                 |
| --------------------- | --------------------- | ---------------------- | -------------------------------------------- | --------------------- |
| 1er                   | Sam Maisonobe         | France                 | Vendée U                                     | en 3 h 32 min 32 s    |
| 2e                    | Sebastián Castaño     | Colombie               | Team Sistecrédito                            | + 0 s                 |
| 3e                    | Kevin Castillo        | Colombie               | Team Sistecrédito                            | + 0 s                 |
| 4e                    | Damien Urcel          | France                 | Team Vélo Club Cycliste Capesterre-Belle-Eau | + 48 s                |
| 5e                    | Dilhan Will           | France                 | Uni Sport Lamentinois                        | + 48 s                |
| 6e                    | Adam Mitchell         | Royaume-Uni            | Vendée U                                     | + 1 min 2 s           |
| 7e                    | Alan Boileau          | France                 | Philippe Wagner-Bazin                        | + 4 min 5 s           |
| 8e                    | Mattis Lebeau         | France                 | Charvieu-Chavagneux Isère Cyclisme           | + 4 min 5 s           |
| 9e                    | Philippe Jacob        | Canada                 | Team Ecoflo Chronos                          | + 4 min 18 s          |
| 10e                   | Diego Milán           | République dominicaine | Uni Sport Lamentinois                        | + 4 min 18 s          |
| modifier              |                       |                        |                                              |                       |

| Classement général | Classement général | Classement général     | Classement général                           | Classement général  |
|                    | Coureur            | Pays                   | Équipe                                       | Temps               |
| ------------------ | ------------------ | ---------------------- | -------------------------------------------- | ------------------- |
| 1er                | Kevin Castillo     | Colombie               | Team Sistecrédito                            | en 29 h 23 min 11 s |
| 2e                 | Sebastián Castaño  | Colombie               | Team Sistecrédito                            | + 1 min 31 s        |
| 3e                 | Sam Maisonobe      | France                 | Vendée U                                     | + 2 min 4 s         |
| 4e                 | Dilhan Will        | France                 | Uni Sport Lamentinois                        | + 3 min 33 s        |
| 5e                 | Damien Urcel       | France                 | Team Vélo Club Cycliste Capesterre-Belle-Eau | + 5 min 10 s        |
| 6e                 | Adam Mitchell      | Royaume-Uni            | Vendée U                                     | + 10 min 5 s        |
| 7e                 | Boris Carène       | France                 | Team Cama CCD                                | + 12 min 37 s       |
| 8e                 | Mattis Lebeau      | France                 | Charvieu-Chavagneux Isère Cyclisme           | + 13 min 39 s       |
| 9e                 | Diego Milán        | République dominicaine | Uni Sport Lamentinois                        | + 15 min 8 s        |
| 10e                | Stefan Bennett     | France                 | Sélection de la Martinique                   | + 16 min 18 s       |
| modifier           |                    |                        |                                              |                     |

### 9eétape
La dernière étape se déroule principalement, comme dans les éditions précédentes, en circuit dans Jarry. Elle voit la victoire au sprint de Kaden Hopkins, qui remporte sa deuxième étape sur le Tour. Kevin Castillo, jamais inquiété, conserve le maillot jaune et remporte le 73e Tour de la Guadeloupe, grâce à une domination quasi sans partage de son équipe Team Sistecrédito et ses très bons temps en montagne. Aucun Guadeloupéen n'a remporté d'étape lors de cette édition.
| Classement de l'étape | Classement de l'étape | Classement de l'étape  | Classement de l'étape                | Classement de l'étape |
|                       | Coureur               | Pays                   | Équipe                               | Temps                 |
| --------------------- | --------------------- | ---------------------- | ------------------------------------ | --------------------- |
| 1er                   | Kaden Hopkins         | Bermudes               | Vendée U                             | en 3 h 21 min 22 s    |
| 2e                    | Enrico Dhaeye         | Belgique               | Philippe Wagner-Bazin                | + 0 s                 |
| 3e                    | Philgy Palmiste       | France                 | Convergence SC Abymienne             | + 0 s                 |
| 4e                    | Kevin Castillo        | Colombie               | Team Sistecrédito                    | + 0 s                 |
| 5e                    | Juan Diego Hoyos      | Colombie               | Team Sistecrédito                    | + 0 s                 |
| 6e                    | Alexis Caresmel       | France                 | Vélo d'Or du Centre et de la Caraïbe | + 0 s                 |
| 7e                    | Loris Coss            | France                 | Charvieu-Chavagneux Isère Cyclisme   | + 0 s                 |
| 8e                    | Jérémy Deloumeaux     | France                 | Jeunesse Cycliste des Abymes         | + 0 s                 |
| 9e                    | Aurélien Biebuyck     | Belgique               | ASC Karak                            | + 0 s                 |
| 10e                   | Diego Milán           | République dominicaine | Uni Sport Lamentinois                | + 0 s                 |
| modifier              |                       |                        |                                      |                       |

## Classements finals

### Classement général final
| Classement général | Classement général | Classement général     | Classement général                           | Classement général  |
|                    | Coureur            | Pays                   | Équipe                                       | Temps               |
| ------------------ | ------------------ | ---------------------- | -------------------------------------------- | ------------------- |
| 1er                | Kevin Castillo     | Colombie               | Team Sistecrédito                            | en 32 h 44 min 33 s |
| 2e                 | Sebastián Castaño  | Colombie               | Team Sistecrédito                            | + 1 min 31 s        |
| 3e                 | Sam Maisonobe      | France                 | Vendée U                                     | + 2 min 4 s         |
| 4e                 | Dilhan Will        | France                 | Uni Sport Lamentinois                        | + 3 min 33 s        |
| 5e                 | Damien Urcel       | France                 | Team Vélo Club Cycliste Capesterre-Belle-Eau | + 5 min 10 s        |
| 6e                 | Adam Mitchell      | Royaume-Uni            | Vendée U                                     | + 10 min 20 s       |
| 7e                 | Boris Carène       | France                 | Team Cama CCD                                | + 12 min 37 s       |
| 8e                 | Mattis Lebeau      | France                 | Charvieu-Chavagneux Isère Cyclisme           | + 13 min 39 s       |
| 9e                 | Diego Milán        | République dominicaine | Uni Sport Lamentinois                        | + 15 min 5 s        |
| 10e                | Stefan Bennett     | France                 | Sélection de la Martinique                   | + 16 min 18 s       |
| modifier           |                    |                        |                                              |                     |

### Classements annexes
| Classement par points | Classement par points | Classement par points | Classement par points | Classement par points |
| --------------------- | --------------------- | --------------------- | --------------------- | --------------------- |
|                       | Coureur               | Pays                  | Équipe                | Point(s)              |
| 1er                   | Kaden Hopkins         | Bermudes              | Vendée U              | 155 points            |
| 2e                    | Kevin Castillo        | Colombie              | Team Sistecrédito     | 99 pts                |
| 3e                    | Sam Maisonobe         | France                | Vendée U              | 93 pts                |
| modifier              |                       |                       |                       |                       |

| Classement du meilleur grimpeur | Classement du meilleur grimpeur | Classement du meilleur grimpeur | Classement du meilleur grimpeur | Classement du meilleur grimpeur |
| ------------------------------- | ------------------------------- | ------------------------------- | ------------------------------- | ------------------------------- |
|                                 | Coureur                         | Pays                            | Équipe                          | Point(s)                        |
| 1er                             | Sebastián Castaño               | Colombie                        | Team Sistecrédito               | 46 points                       |
| 2e                              | Kevin Castillo                  | Colombie                        | Team Sistecrédito               | 29 pts                          |
| 3e                              | Stefan Bennett                  | France                          | Sélection de la Martinique      | 27 pts                          |
| modifier                        |                                 |                                 |                                 |                                 |

| Classement du meilleur jeune | Classement du meilleur jeune | Classement du meilleur jeune | Classement du meilleur jeune | Classement du meilleur jeune |
|                              | Coureur                      | Pays                         | Équipe                       | Temps                        |
| ---------------------------- | ---------------------------- | ---------------------------- | ---------------------------- | ---------------------------- |
| 1er                          | Sam Maisonobe                | France                       | Vendée U                     | en 32 h 46 min 37 s          |
| 2e                           | Adam Mitchell                | Royaume-Uni                  | Vendée U                     | + 8 min 16 s                 |
| 3e                           | Tony Chris Vanony            | France                       | Vélo Club Saintannais        | + 30 min 19 s                |
| modifier                     |                              |                              |                              |                              |

| Classement par équipes | Classement par équipes | Classement par équipes | Classement par équipes |
|                        | Équipe                 | Pays                   | Temps                  |
| ---------------------- | ---------------------- | ---------------------- | ---------------------- |
| 1re                    | Team Sistecrédito      | Colombie               | en 98 h 30 min 15 s    |
| 2e                     | Philippe Wagner-Bazin  | Belgique               | + 37 min 27 s          |
| 3e                     | Vendée U               | France                 | + 46 min 42 s          |
| modifier               |                        |                        |                        |

| Classement des points chauds | Classement des points chauds | Classement des points chauds | Classement des points chauds | Classement des points chauds |
| ---------------------------- | ---------------------------- | ---------------------------- | ---------------------------- | ---------------------------- |
|                              | Coureur                      | Pays                         | Équipe                       | Point(s)                     |
| 1er                          | Björn Traenckner             | Allemagne                    | Embrace The World            | 31 points                    |
| 2e                           | Philgy Palmiste              | France                       | Convergence SC Abymienne     | 25 pts                       |
| 3e                           | Quentin Bezza                | France                       | Philippe Wagner-Bazin        | 19 pts                       |
| modifier                     |                              |                              |                              |                              |

| Classement combiné | Classement combiné | Classement combiné | Classement combiné | Classement combiné |
| ------------------ | ------------------ | ------------------ | ------------------ | ------------------ |
|                    | Coureur            | Pays               | Équipe             | Point(s)           |
| 1er                | Kevin Castillo     | Colombie           | Team Sistecrédito  | 5 points           |
| 2e                 | Sebastián Castaño  | Colombie           | Team Sistecrédito  | 9 pts              |
| 3e                 | Sam Maisonobe      | France             | Vendée U           | 10 pts             |
| modifier           |                    |                    |                    |                    |

## Évolution des classements
| Étape              | Vainqueur          | Classement général | Classement par points | Classement de la montagne | Classement des points chauds | Classement du meilleur jeune | Classement combiné | Classement par équipes | Prix de la combativité |
| ------------------ | ------------------ | ------------------ | --------------------- | ------------------------- | ---------------------------- | ---------------------------- | ------------------ | ---------------------- | ---------------------- |
| Prologue           | Wilson Peña        | Wilson Peña        | Wilson Peña           | Non décerné               | Non décerné                  | Thomas Husni                 | Non décerné        | Team Sistecrédito      | Non décerné            |
| 1                  | Quentin Bezza      | Quentin Bezza      | Quentin Bezza         | Jérémy Deloumeaux         | Mattis Lebeau                | Thomas Husni                 | Sebastián Castaño  | Philippe Wagner-Bazin  | Quentin Bezza          |
| 2                  | Sam Maisonobe      | Sam Maisonobe      | Quentin Bezza         | Romain Arcangeli          | Mattis Lebeau                | Sam Maisonobe                | Sebastián Castaño  | Team Sistecrédito      | Sam Maisonobe          |
| 3                  | Kaden Hopkins      | Sam Maisonobe      | Kaden Hopkins         | Romain Arcangeli          | Philgy Palmiste              | Sam Maisonobe                | Sebastián Castaño  | Team Sistecrédito      | Sean Bero              |
| 4                  | Kevin Castillo     | Sam Maisonobe      | Kaden Hopkins         | Romain Arcangeli          | Björn Traenckner             | Sam Maisonobe                | Sebastián Castaño  | Team Sistecrédito      | Julien Chane Foc       |
| 5                  | Quentin Bezza      | Kevin Castillo     | Kaden Hopkins         | Jérémy Deloumeaux         | Björn Traenckner             | Sam Maisonobe                | Kevin Castillo     | Team Sistecrédito      | Meving Gène            |
| 6                  | Sebastián Castaño  | Kevin Castillo     | Quentin Bezza         | Sebastián Castaño         | Björn Traenckner             | Sam Maisonobe                | Kevin Castillo     | Team Sistecrédito      | Alan Boileau           |
| 7                  | Juan Diego Hoyos   | Kevin Castillo     | Kaden Hopkins         | Sebastián Castaño         | Björn Traenckner             | Sam Maisonobe                | Kevin Castillo     | Team Sistecrédito      | Kendrick Clavier       |
| 8                  | Sam Maisonobe      | Kevin Castillo     | Kaden Hopkins         | Sebastián Castaño         | Björn Traenckner             | Sam Maisonobe                | Sebastián Castaño  | Team Sistecrédito      | Stefan Bennett         |
| 9                  | Kaden Hopkins      | Kevin Castillo     | Kaden Hopkins         | Sebastián Castaño         | Björn Traenckner             | Sam Maisonobe                | Kevin Castillo     | Team Sistecrédito      | Quentin Bezza          |
| Classements finals | Classements finals | Kevin Castillo     | Kaden Hopkins         | Sebastián Castaño         | Björn Traenckner             | Sam Maisonobe                | Kevin Castillo     | Team Sistecrédito      |                        |

## Liste des participants
- Liste de départ complète

| Légende                                | Légende                                                                                                  | Légende                                | Légende                                                                                                  |
| -------------------------------------- | --- | -------------------------------------- | --- |
| Num                                    | Dossard de départ porté par le coureur sur ce Tour de la Guadeloupe                                      | Pos                                    | Position finale au classement général                                                                    |
| Leader du classement général           | Indique le vainqueur du classement général                                                               | Leader du classement par points        | Indique le vainqueur du classement par points                                                            |
| Leader du classement de la montagne    | Indique le vainqueur du classement de la montagne                                                        | Leader du classement des points chauds | Indique le vainqueur du classement des points chauds                                                     |
| Leader du classement du meilleur jeune | Indique le vainqueur du classement du meilleur jeune                                                     | Leader du classement de la combativité | Indique le vainqueur du classement de la combativité                                                     |
| Leader du classement du combiné        | Indique le vainqueur du classement combiné                                                               | #                                      | Indique la meilleure équipe                                                                              |
| NP                                     | Indique un coureur qui n'a pas pris le départ d'une étape, suivi du numéro de l'étape où il s'est retiré | AB                                     | Indique un coureur qui n'a pas terminé une étape, suivi du numéro de l'étape où il s'est retiré          |
| HD                                     | Indique un coureur qui a terminé une étape hors des délais, suivi du numéro de l'étape                   | *                                      | Indique un coureur en lice pour le classement du meilleur jeune (coureurs nés après le 1er janvier 2002) |
| DSQ                                    | Indique un coureur qui a été disqualifié de la course, suivi du numéro de l'étape                        |                                        | |

| Uni Sport Lamentinois -          | Uni Sport Lamentinois -  | Uni Sport Lamentinois - |
| -------------------------------- | ------------------------ | ----------------------- |
| Num                              | Coureur                  | Pos                     |
| 1                                | Benjamin Le Ny (FRA)     | AB-2                    |
| 2                                | Yannis Agricole (FRA)    | 72e                     |
| 3                                | Baptiste Chardon (FRA)   | 42e                     |
| 4                                | Diego Milán (DOM)        | 9e                      |
| 5                                | Alexandre Rabinaud (FRA) | 84e                     |
| 6                                | Dilhan Will (FRA)        | 4e                      |
| Directeur sportif : Fabrice Gène |                          |                         |

| Team Ecoflo Chronos PTU          | Team Ecoflo Chronos PTU | Team Ecoflo Chronos PTU |
| -------------------------------- | ----------------------- | ----------------------- |
| Num                              | Coureur                 | Pos                     |
| 11                               | Charles Duquette (CAN)* | 63e                     |
| 12                               | Jérôme Gauthier (CAN)*  | 48e                     |
| 13                               | Félix Hamel (CAN)*      | 36e                     |
| 14                               | Philippe Jacob (CAN)*   | 33e                     |
| 15                               | Ethan Powell (CAN)*     | 73e                     |
| 16                               | Alexis Bouchard (CAN)*  | AB-6                    |
| Directeur sportif : Luc Arseneau |                         |                         |

| Association Team Madras Cycling - | Association Team Madras Cycling - | Association Team Madras Cycling - |
| --------------------------------- | --------------------------------- | --------------------------------- |
| Num                               | Coureur                           | Pos                               |
| 21                                | Yannis André Lubin (FRA)          | AB-9                              |
| 22                                | Julien Chane Foc (FRA)            | 69e                               |
| 23                                | Winner Anacona (COL)              | 12e                               |
| 24                                | Pol Hervás (ESP)                  | 62e                               |
| 25                                | Raphaël Lautone (FRA)             | 80e                               |
| 26                                | Axel Taillandier (FRA)            | 28e                               |
| Directeur sportif : Max Macambou  |                                   |                                   |

| Philippe Wagner-Bazin PWB              | Philippe Wagner-Bazin PWB | Philippe Wagner-Bazin PWB |
| -------------------------------------- | ------------------------- | ------------------------- |
| Num                                    | Coureur                   | Pos                       |
| 31                                     | Enrico Dhaeye (BEL)       | 45e                       |
| 32                                     | Kasper Saver (BEL)        | 34e                       |
| 33                                     | Thomas Devaux (FRA)       | AB-5                      |
| 34                                     | Axel Taillandier (FRA)    | 28e                       |
| 35                                     | Robbe De Ryck (BEL)*      | NP-P                      |
| 36                                     | Axel Taillandier (FRA)    | 28e                       |
| Directeur sportif : Pascal Pieterarens |                           |                           |

| Team Sistecrédito # ESC         | Team Sistecrédito # ESC | Team Sistecrédito # ESC |
| ------------------------------- | ----------------------- | ----------------------- |
| Num                             | Coureur                 | Pos                     |
| 41                              | Wilson Peña (COL)       | 22e                     |
| 42                              | Sebastián Castaño (COL) | 2e                      |
| 43                              | Yeison Reyes (COL)      | 19e                     |
| 44                              | Kevin Castillo (COL)    | 1er                     |
| 45                              | Juan Diego Hoyos (COL)  | 46e                     |
| 46                              | José Urián (COL)*       | 32e                     |
| Directeur sportif : Pablo Velez |                         |                         |

| Team USCG -                         | Team USCG -            | Team USCG - |
| ----------------------------------- | ---------------------- | ----------- |
| Num                                 | Coureur                | Pos         |
| 51                                  | Audric Blondin (FRA)   | AB-8        |
| 52                                  | Kiliane Cécilia (FRA)* | 82e         |
| 53                                  | Pierre Kieffer (FRA)   | AB-2        |
| 54                                  | Julien Morice (FRA)    | 40e         |
| 55                                  | Adrien Urcel (FRA)     | 30e         |
| 56                                  | Damien Urcel (FRA)     | 5e          |
| Directeur sportif : Claude Gauthier |                        |             |

| Vendée U -                         | Vendée U -             | Vendée U - |
| ---------------------------------- | ---------------------- | ---------- |
| Num                                | Coureur                | Pos        |
| 61                                 | Lucas Grolier (FRA)    | 55e        |
| 62                                 | Swann Guefveneu (FRA)* | 49e        |
| 63                                 | Kaden Hopkins (BER)    | 27e        |
| 64                                 | Dorian Lagrave (FRA)*  | 75e        |
| 65                                 | Sam Maisonobe (FRA)*   | 3e         |
| 66                                 | Adam Mitchell (GBR)*   | 6e         |
| Directeur sportif : Steven Laurent |                        |            |

| Sélection de Martinique -           | Sélection de Martinique -    | Sélection de Martinique - |
| ----------------------------------- | ---------------------------- | ------------------------- |
| Num                                 | Coureur                      | Pos                       |
| 71                                  | Stefan Bennett (FRA)         | 10e                       |
| 72                                  | Florian Barket (FRA)         | 41e                       |
| 73                                  | Josué Hodebourg Rinna (FRA)* | HD-2                      |
| 74                                  | Rémi Marcoux (FRA)           | AB-9                      |
| 75                                  | Christopher Hippolyte (FRA)  | 86e                       |
| 76                                  | Eddy Cadet-Marthe (FRA)      | AB-3                      |
| Directeur sportif : Rodrigue Londas |                              |                           |

| Convergence SC Abymienne -      | Convergence SC Abymienne -     | Convergence SC Abymienne - |
| ------------------------------- | ------------------------------ | -------------------------- |
| Num                             | Coureur                        | Pos                        |
| 81                              | Taïno Cailliau (FRA)           | 35e                        |
| 82                              | Isao Robin Casi-Viallet (FRA)* | 64e                        |
| 83                              | Meving Gène (FRA)              | 47e                        |
| 84                              | Philgy Palmiste (FRA)*         | 58e                        |
| 85                              | Yonis Peres (FRA)*             | 52e                        |
| 86                              | Mathieu Pellegrin (FRA)        | 59e                        |
| Directeur sportif : Yohann Gène |                                |                            |

| Charvieu-Chavagneux Isère Cyclisme - | Charvieu-Chavagneux Isère Cyclisme - | Charvieu-Chavagneux Isère Cyclisme - |
| ------------------------------------ | ------------------------------------ | ------------------------------------ |
| Num                                  | Coureur                              | Pos                                  |
| 91                                   | Romain Arcangeli (FRA)               | 20e                                  |
| 92                                   | Emmanuel Moisan (FRA)*               | 39e                                  |
| 93                                   | Loris Coss (FRA)                     | 26e                                  |
| 94                                   | Thomas Husni (FRA)*                  | AB-9                                 |
| 95                                   | Mattis Lebeau (FRA)                  | 8e                                   |
| 96                                   | Eliot Pauchard (FRA)                 | 15e                                  |
| Directeur sportif : Antoine Bravard  |                                      |                                      |

| Jeunesse Cycliste des Abymes -    | Jeunesse Cycliste des Abymes - | Jeunesse Cycliste des Abymes - |
| --------------------------------- | ------------------------------ | ------------------------------ |
| Num                               | Coureur                        | Pos                            |
| 101                               | Kendric Clavier (FRA)          | 17e                            |
| 102                               | Lionel Miny (FRA)              | 18e                            |
| 103                               | Jules Lanclume (FRA)           | 44e                            |
| 104                               | Maël Vingadassamy (FRA)        | 37e                            |
| 105                               | Jérémy Deloumeaux (FRA)        | 14e                            |
| 106                               | Samuel Alphonse (FRA)          | 81e                            |
| Directeur sportif : Harry Lonfort |                                |                                |

| Embrace The World -                 | Embrace The World -      | Embrace The World - |
| ----------------------------------- | ------------------------ | ------------------- |
| Num                                 | Coureur                  | Pos                 |
| 111                                 | Heiko Homrighausen (ALL) | 38e                 |
| 112                                 | Marcel Peschges (ALL)    | 57e                 |
| 113                                 | Julius Meyer (ALL)       | 54e                 |
| 114                                 | Björn Traenckner (ALL)   | 65e                 |
| 115                                 | Clemens Averdung (ALL)   | 56e                 |
| 116                                 | Julius Baier (ALL)*      | NP-6                |
| Directeur sportif : Micha Glowatzki |                          |                     |

| Guidon Sprinter Canalien Cycling Team - | Guidon Sprinter Canalien Cycling Team - | Guidon Sprinter Canalien Cycling Team - |
| --------------------------------------- | --------------------------------------- | --------------------------------------- |
| Num                                     | Coureur                                 | Pos                                     |
| 121                                     | William Balguy (FRA)                    | 43e                                     |
| 122                                     | Régis Carpentier (FRA)                  | AB-6                                    |
| 123                                     | Paul Daumont (BUR)                      | 76e                                     |
| 124                                     | Bastian Carrera (CHL)                   | 70e                                     |
| 125                                     | Cyril Bourdon (FRA)                     | 25e                                     |
| 126                                     | Gabin Vedel (FRA)*                      | 74e                                     |
| Directeur sportif : Freddy Urie         |                                         |                                         |

| Espoir du Sud -                 | Espoir du Sud -        | Espoir du Sud - |
| ------------------------------- | ---------------------- | --------------- |
| Num                             | Coureur                | Pos             |
| 131                             | Oliver Claude (FRA)*   | AB-9            |
| 132                             | Médrick Lolia (FRA)    | AB-4            |
| 133                             | Larry Lutin (FRA)      | 66e             |
| 134                             | Anaël Mathias (FRA)    | 29e             |
| 136                             | Cyril Hippocrate (FRA) | AB-4            |
| Directeur sportif : Willy Noyon |                        |                 |

| USR Vélo Sotranfamat -              | USR Vélo Sotranfamat -      | USR Vélo Sotranfamat - |
| ----------------------------------- | --------------------------- | ---------------------- |
| Num                                 | Coureur                     | Pos                    |
| 141                                 | Adrien Alidor (FRA)         | 77e                    |
| 142                                 | Vladimir Jeanne (FRA)       | 87e                    |
| 143                                 | Jean-Philippe Kondi (FRA)   | 88e                    |
| 144                                 | Rolandio Lake Rogers (FRA)* | AB-5                   |
| 145                                 | Youri Luce (FRA)            | AB-4                   |
| Directeur sportif : Denis Mathiasin |                             |                        |

| Vélo Club Saintannais -              | Vélo Club Saintannais -  | Vélo Club Saintannais - |
| ------------------------------------ | ------------------------ | ----------------------- |
| Num                                  | Coureur                  | Pos                     |
| 151                                  | Kelian Duro (FRA)        | 53e                     |
| 152                                  | Youri Marguerite (FRA)*  | AB-3                    |
| 153                                  | Maël Romne (FRA)*        | 71e                     |
| 154                                  | Dylhan Boucaud (FRA)*    | AB-9                    |
| 156                                  | Tony Chris Vanony (FRA)* | 16e                     |
| Directeur sportif : Dominique Donnat |                          |                         |

| Vélo d'Or du Centre et de la Caraïbe - | Vélo d'Or du Centre et de la Caraïbe - | Vélo d'Or du Centre et de la Caraïbe - |
| -------------------------------------- | -------------------------------------- | -------------------------------------- |
| Num                                    | Coureur                                | Pos                                    |
| 161                                    | Jozuel Idris Brouta (FRA)              | NP-3                                   |
| 162                                    | Alexis Caresmel (FRA)                  | 61e                                    |
| 163                                    | Lucien Matillon (FRA)                  | AB-9                                   |
| 164                                    | Luc de Simone (FRA)                    | AB-5                                   |
| 165                                    | Andy Luissint (FRA)                    | AB-1                                   |
| Directeur sportif : Georges Balta      |                                        |                                        |

| Excelsior -                        | Excelsior -           | Excelsior - |
| ---------------------------------- | --------------------- | ----------- |
| Num                                | Coureur               | Pos         |
| 171                                | Harold Barlagne (FRA) | AB-5        |
| 172                                | Gaël Bordée (FRA)     | AB-7        |
| 173                                | Lukas Vieillot (FRA)* | NP-1        |
| 174                                | Odvelt Clergé (HAI)   | NP-P        |
| 175                                | Loïc Laviolette (FRA) | 50e         |
| 176                                | Mickaël Albina (FRA)  | NP-P        |
| Directeur sportif : Camille Lollia |                       |             |

| Rayon d'Argent -                | Rayon d'Argent -     | Rayon d'Argent - |
| ------------------------------- | -------------------- | ---------------- |
| Num                             | Coureur              | Pos              |
| 181                             | Marius Cordier (FRA) | AB-2             |
| 182                             | Ken Post (EST)*      | NP-2             |
| 183                             | Henry Jumeaux (FRA)  | 60e              |
| 184                             | Ats Uulimaa (EST)    | 51e              |
| Directeur sportif : Gino Jouyet |                      |                  |

| Pédale du Centre -               | Pédale du Centre -   | Pédale du Centre - |
| -------------------------------- | -------------------- | ------------------ |
| Num                              | Coureur              | Pos                |
| 191                              | Thierry Alberi (FRA) | AB-1               |
| 192                              | Lindy Closse (FRA)   | AB-2               |
| 193                              | Yona Desirée (FRA)*  | AB-9               |
| 194                              | Teddy Tarane (FRA)   | 78e                |
| Directeur sportif : Fred Gustave |                      |                    |

| Union Vélocipédique du Nord -  | Union Vélocipédique du Nord - | Union Vélocipédique du Nord - |
| ------------------------------ | ----------------------------- | ----------------------------- |
| Num                            | Coureur                       | Pos                           |
| 201                            | Kéran Barolin (FRA)           | 21e                           |
| 202                            | Mendrick Etenna (FRA)*        | 85e                           |
| 203                            | Merick Irca (FRA)             | AB-5                          |
| 204                            | Carl Legrand (FRA)            | AB-1                          |
| Directeur sportif : Alain Irca |                               |                               |

| ASC Karak -                          | ASC Karak -              | ASC Karak - |
| ------------------------------------ | ------------------------ | ----------- |
| Num                                  | Coureur                  | Pos         |
| 211                                  | Aurélien Biebuyck (BEL)  | 68e         |
| 212                                  | Stéphane Kittaviny (FRA) | AB-2        |
| 213                                  | Grégory Ruffe (FRA)      | AB-2        |
| 214                                  | Tony Lemler (FRA)        | 67e         |
| Directeur sportif : François Céphise |                          |             |

| Gwada Bikers 118 -                    | Gwada Bikers 118 -      | Gwada Bikers 118 - |
| ------------------------------------- | ----------------------- | ------------------ |
| Num                                   | Coureur                 | Pos                |
| 221                                   | Kevin Duro (FRA)        | NP-3               |
| 222                                   | Aymeric Bardoulat (FRA) | 83e                |
| 223                                   | Romain Vinetot (FRA)    | NP-1               |
| 224                                   | Mathieu Catherine (FRA) | AB-1               |
| Directeur sportif : Tony Latchmansing |                         |                    |

| Team Cama CCD -                   | Team Cama CCD -            | Team Cama CCD - |
| --------------------------------- | -------------------------- | --------------- |
| Num                               | Coureur                    | Pos             |
| 231                               | Esneider Báez (COL)        | NP-6            |
| 232                               | Boris Carène (FRA)         | 7e              |
| 233                               | Camilo Castro (COL)        | 31e             |
| 234                               | Alexis Martin (FRA)        | AB-6            |
| 235                               | Allan Peramin Noslen (FRA) | 24e             |
| 236                               | Nilseme Soulez (FRA)*      | 79e             |
| Directeur sportif : Jacky Gibrien |                            |                 |

## Polémiques

### Non invitation de la Team Cama CCD
Comme lors de l'édition 2023, la Team Cama CCD du champion guadeloupéen Boris Carène n'est pas prévue au programme de ce Tour, en raison de la présence de coureurs colombiens qui ne devraient pas être qualifiés selon l'organisation.
Mais alors que la majorité des coureurs ont effectué leur parcours lors du prologue, la course est interrompue à la suite de l'intervention de Boris Carène, qui bloque le départ des derniers participants. En effet, une décision judiciaire donne raison à la Team Cama CCD sur la qualification des Colombiens mais seulement après le début du prologue. Après une réunion tendue entre les différents protagonistes, la Team Cama CCD est finalement autorisée à participer au contre-la-montre et au Tour.

### Dopage
Malgré des suspicions concernant les performances des coureurs colombiens notamment, aucun contrôle antidopage de l'Agence Française de Lutte contre le Dopage n'a été effectué lors du Tour de la Guadeloupe 2024. Certains coureurs et commentateurs s'en sont plaints, doutant de l'équité de cette édition 2024.